# Miriam Margolyes
Miriam Margolyes (Oxford, 18 mei 1941) is een Brits-Australische film-, televisie- en stemactrice met voorouders uit Wit-Rusland. Voor haar bijrol als' Mrs. Mingott' in de Amerikaanse romantische dramafilm The Age of Innocence ontving ze in 1994 een BAFTA. In 2001 werd ze benoemd tot Officier in de Orde van het Britse Rijk (OBE).

## Leven en werk
Margolyes studeerde Engels aan Newnham College in Cambridge. Net als vele andere bekend geworden acteurs werd ze lid van de studententoneelgroep Footlights. Ze behoorde in 1963 tot de deelnemers aan het eerste seizoen van de BBC-quiz University Challenge, waar ze landelijk enige ophef veroorzaakte door "fuck!" te roepen. 
Margolyes was bezig aan haar tiende jaar als televisieactrice toen ze in 1975 haar debuut op het witte doek maakte in Rime of the Ancient Mariner, Raúl daSilva's verfilming van het gelijknamige gedicht van Samuel Taylor Coleridge. Sindsdien speelde ze in meer dan vijftig speelfilms en ongeveer twintig televisiefilms. In een aantal hiervan leent ze haar stem aan een al dan niet geanimeerd personage. Zo is ze te horen als bordercollie 'Fly' in Babe en Babe: Pig in the City, als 'Miss Glowworm' in James and the Giant Peach, als 'Rita's oma' in Flushed Away en als 'Mrs. Astrakhan' in Happy Feet.
Naast haar filmcarrière is Margolyes, sinds haar cameradebuut in een aflevering van Theatre 625 in 1965, verschenen in tientallen televisieseries, veelal in eenmalige gastrollen. Een uitzondering daarop vormt onder meer de serie Blackadder. Hierin speelde ze in verschillende tijdlijnen 'infante Maria Escalosa of Spain' (1983) en 'Lady Whiteadder' (1986). Ook speelde Margolyes 'Queen Victoria' in de van de serie afgeleide televisiefilm Blackadder's Christmas Carol.

## Filmografie
*Exclusief 15+ televisiefilms
| - Harry Potter And The Deathly Hallows part II (2011) - How to Lose Friends & Alienate People (2008) - The Dukes (2007) - Happy Feet (2006, stem) - Flushed Away (2006, stem) - Sir Billi the Vet (2006, stem) - Being Julia (2004) - Ladies in Lavender. (2004) - The Life and Death of Peter Sellers (2004) - Modigliani (2004) - End of the Line (2004) - Chasing Liberty (2004) - Harry Potter and the Chamber of Secrets (2002) - Plots with a View (2002) - Alone (2002) - Cats & Dogs (2001) - Not Afraid, Not Afraid (2001) - House! (2000) - Magnolia (1999) - End of Days (1999) - Dreaming of Joseph Lees (1999) - Sunshine (1999) - Babe: Pig in the City (1998, stem) - Mulan (1998, stem) - Left Luggage (1998) - Candy (1998) - The First Snow of Winter (1998, stem) - The IMAX Nutcracker (1997) - Different for Girls (1996) - Romeo + Juliet (1996) - James and the Giant Peach (1996, stem) | - Balto (1995) - Babe (1995, stem) - Immortal Beloved (1994) - The Age of Innocence (1993) - The Princess and the Cobbler (1993, stem) - Ed and His Dead Mother (1993) - As You Like It (1992) - The Butcher's Wife (1991) - Dead Again (1991) - The Fool (1990) - Pacific Heights (1990) - I Love You to Death (1990) - Little Dorrit (1988) - Body Contact (1987) - Little Shop of Horrors (1986) - Scotch & Wry (1986) - The Good Father (1985) - Morons from Outer Space (1985) - Electric Dreams (1984) - Yentl (1983) - Scrubbers (1983) - Crystal Gazing (1982) - Reds (1981) - The Apple (1980) - The Awakening (1980) - On a Paving Stone Mounted (1978) - Stand Up, Virgin Soldiers (1977) - The Battle of Billy's Pond (1976) - Rime of the Ancient Mariner (1975) |

- Bibsys: 4010985
- Biblioteca Nacional de España: XX1305479
- Bibliothèque nationale de France: cb14203222n (data)
- Gemeinsame Normdatei: 139056831
- International Standard Name Identifier: 0000 0001 1450 2536
- Library of Congress Control Number: no95034229
- MusicBrainz: 48979e94-4bf9-4b04-90b0-a4ce6716d334
- Nationale Bibliotheek van Tsjechië: pna2007418501
- Nationale Bibliotheek van Israël: 987007327506005171
- Nationale Bibliotheek van Polen: a0000001741259
- Nederlandse Thesaurus van Auteursnamen: 243086814
- SNAC: w6gs22fh
- Système universitaire de documentation: 129581127
- Virtual International Authority File: 85126430
- WorldCat: E39PBJrKPBh6px6KJFHKyVkMT3